# Freden i Leoben
Freden i Leoben, også kaldet Traktaten fra Leoben, var en foreløbig fredsaftale, som den franske general Napoleon Bonaparte den 17. april 1797 underskrev med Østrig.
Fredsaftalen blev underskrevet i den østrigske by Leoben, efter at franske tropper under Napoleon havde fordrevet østrigerne fra Italien og forfulgte dem ind i selve Østrig.
Den foreløbige aftale indeholdt mange hemmelige klausuler, som indebar, at Østrig skulle afstå de Østrigske Nederlande og Lombardiet til Frankrig og dets vasalstater. De Østrigske Nederlande var allerede blevet annekteret af Frankrig i 1795, men i denne traktat blev anneksionen formelt anerkendt af Østrig. 
Østrig blev kompenseret med de venetianske områder Veneto, Istrien og Dalmatien. Dermed blev den 900 år gamle venetianske republik delt mellem Frankrig og Østrig. Traktatbestemmelserne blev bekræftet i den endelige fredstraktat, Freden i Campo Formio, den 17. oktober 1797 og hermed var den første koalition mod Frankrig formelt opløst.